# Hybusa occidentalis
Hybusa occidentalis is een rechtvleugelig insect uit de familie Proscopiidae. De wetenschappelijke naam van deze soort is voor het eerst geldig gepubliceerd in 1843 door Westwood.